# Gustave Van Vaerenbergh
 (mars 2012).
Si vous disposez d'ouvrages ou d'articles de référence ou si vous connaissez des sites web de qualité traitant du thème abordé ici, merci de compléter l'article en donnant les références utiles à sa vérifiabilité et en les liant à la section « Notes et références ».
Gustave Van Vaerenbergh (Gand, 1873 - Schaerbeek, 1927), parfois prénommé erronément Georges[réf. nécessaire], est un sculpteur belge.

## Biographie
Il nait à Gand le 6 janvier 1873, et meurt à Schaerbeek le 16 février 1927[réf. nécessaire].
A fait des études à l’Académie des Beaux-Arts de Gand de 1888 à 1890.
Se marie le 27 juin 1900 à Gand avec Jeannette Van Hoorde.
Quitte Gand le 7 juin 1901 pour Saint-Josse  rue Verte 111 où il est repris comme « mouleur en plâtre ».
Arrive à Schaerbeek le 2 septembre 1902.
A habité successivement rue des Palais 163, rue Stéphenson 56 (54) et rue Discailles 25.
Est repris d’abord repris dans les registres de commerce comme « mouleur en plâtre » mais dès 1907 il est désigné comme sculpteur[réf. nécessaire].
A travaillé pour les Établissements Carli et Frères rue l’Olivier à Schaerbeek jusqu’en 1925.
Aurait alors eu son propre atelier à Ixelles[réf. nécessaire].
Il a principalement créé des bustes « Art nouveau » mais aussi des enfants, Pierrot, animaux, … sur des supports différents : marbre, bronze, régule, terre cuite, plâtre[réf. nécessaire].
Il a parfois été confondu dans des ouvrages avec Joseph Jean-Baptist Van Vaerenbergh[réf. nécessaire].